# Grande-Colar
Grande-Colar é um grau de Ordens Honoríficas. Nas Ordens que o integram constitui o grau máximo, imediatamente superior a Grã-Cruz.

## Portugal
Em Portugal o Grande-Colar é um grau especial existente somente nas Ordens da Torre e Espada, de Sant'Iago da Espada, do Infante D. Henrique e da Liberdade, sendo tradicionalmente reservado a Chefes de Estado, salvo raras excepções que traduzem uma especial distinção.